# Ana Cristina Colla
Ana Cristina Colla é uma atriz-pesquisadora brasileira, integrante do LUME Teatro da Unicamp (Núcleo Interdisciplinar de Pesquisas Teatrais da Universidade Estadual de Campinas - UNICAMP) desde 1994. Atualmente, ocupa o cargo de coordenadora e é membro do Conselho Artístico e de Pesquisa do núcleo.

## Formação acadêmica
Colla é doutora e mestre pelo Instituto de Artes da Unicamp. Além disso, atua como professora no Programa de Pós-Graduação em Artes da Cena na mesma universidade.

## Publicações
Ao longo de sua carreira, Ana Cristina Colla publicou diversas obras, incluindo:
- Da minha janela vejo... - Relato de uma trajetória pessoal de pesquisa no LUME (2006, HUCITEC);[2]
- Práticas Teatrais: sobre presenças, treinamentos, dramaturgias e processos (2020, Editora da Unicamp);[3]
- Entre cenas, memórias e estilhaços Campinas (2022, Editora da Unicamp).[4]

## Prêmios e Reconhecimentos
Em 2019, foi agraciada com o Prêmio de Reconhecimento Acadêmico da UNICAMP. Em 2023, recebeu o Prêmio Terry de melhor atriz pelo solo "SerEstando Mulheres" no Festival del Monólogos Latinoamericanos em Cienfuegos, Cuba.